# Afroleptomydas ovamboensis
Afroleptomydas ovamboensis är en tvåvingeart som beskrevs av Hesse 1972. Afroleptomydas ovamboensis ingår i släktet Afroleptomydas och familjen Mydidae.
Artens utbredningsområde är Namibia. Inga underarter finns listade i Catalogue of Life.